# Crisis Prevention
Crisis Prevention (CP) ist ein Fachmagazin für Gefahrenabwehr, Innere Sicherheit und Katastrophenhilfe und richtet sich an Entscheidungsträger, Multiplikatoren und Endanwender aller beteiligten Instanzen.

## Inhalt
Das Magazin deckt das breite Spektrum an redaktionellen Inhalten ab, was fach- und grenzübergreifend notwendig ist, um die Leserschaft umfassend auf dem aktuellen Stand zu halten und eine Hilfestellung zur täglichen Aufgabenbewältigung und Einsatzoptimierung zu leisten. CP bietet darüber hinaus ein Forum zum fachlichen Austausch zur Prävention vor Krisen und Großschadensereignissen und zu Konzepten zur Krisenbewältigung. In der Vernetzung der vielen verantwortlichen Gruppen untereinander möchte CP einen kleinen, aber wichtigen Beitrag als Plattform zur Kommunikation leisten, um Synergien aufzudecken und deren Nutzung leichter und effizienter zu gestalten. Thematisch deckt Crisis Prevention die Arbeits- und Zuständigkeitsbereiche der vielfältigen Leserschaft ab. Vom Bevölkerungsschutz bis zur Katastrophenmedizin, von Behördenstrukturen bis hin zu gezielten Ausstattungen in der IT-Technik oder Fragen und Lösungen im Bereich Kritischer Infrastrukturen findet der geneigte Leser die unterschiedlichsten Originalia. Case Studies und Lessons Learned bieten dem Leser einen praxisnahen Bezug und einen direkten Nutzwert für die Umsetzbarkeit im eigenen Verantwortungsbereich.
CP hält die Leser auf dem Laufenden bezüglich aktueller Entwicklungen in Wissenschaft, Forschung und Technik sowie Innovationen aus der Industrie. Dabei informiert CP über sicherheitspolitische Rahmenbedingungen und aktuelle rechtliche Hintergründe in den jeweiligen Rubriken. Aus- und Weiterbildung nehmen eine zentrale Rolle im redaktionellen Konzept der CP ein, wobei die unterschiedlichen Berufsgruppen ihre Berücksichtigung finden; Berichterstattungen zu Studien und Anwendungsmöglichkeiten aus Simulation und Übungen ebenso. Interviews mit herausragenden Persönlichkeiten aus dem Kreise der Leserschaft sind ein fester Bestandteil des redaktionellen Konzeptes. Veranstaltungen, Messen und Kongresse, die thematisch eine Rolle im Gesamtkontext spielen, werden redaktionell begleitet in Vor- und Nachberichterstattung.

## Historie
Erstmals erschienen ist Crisis Prevention im Herbst 2011. Die Zeitschrift erscheint quartalsweise. Ende 2025 wurde sie mit dem Beta Verlag von Cpm communication presse marketing übernommen.

## CP Fachportal
Im Fachportal der Crisis Prevention erscheinen die Inhalte aus dem Fachmagazin, sowie auch vertiefende und erweiterte Artikel rund um die Themenschwerpunkte. Unter den Rubriken Innere Sicherheit, Feuerwehr, Katastrophenschutz und Kommunikation / IT werden regelmäßig Artikel, Pressemitteilungen, Interviews u. v. m. veröffentlicht. Unter der Rubrik Veranstaltungen befinden sich außerdem die eigene Veranstaltung, die CP-Konferenz, sowie die Veranstaltungen der Kooperationspartner. Für den Austausch mit der Industrie beinhaltet das Fachportal ein Anbieterverzeichnis, sowie diverse Möglichkeiten zur Einbindung im Fachportal.

## Veranstaltungen
Crisis Prevention veranstaltet in Kooperation mit dem THW zu Fortbildungszwecken einmal im Jahr das eintägige CP-Symposium zu wechselnden, aktuellen Themen. Außerdem findet seit 2018 im Januar die CP-Konferenz statt, bei der Inhalte rund um die Konzeption Zivile Verteidigung (KZV) vorgestellt und diskutiert.